# 14057 Manfredstoll
14057 Manfredstoll (1996 AV1) là một tiểu hành tinh vành đai chính được phát hiện ngày 15 tháng 1 năm 1996 bởi E. Meyer và E. Obermair ở Linz.